# Club Patí Muro
El Club Patí Muro és un club esportiu de Muro (El Comtat, País Valencià) dedicat a la pràctica de l'hoquei sobre patins i el patinatge artístic. Actualment juga a Segona divisió nacional, havent participat a la fase de promoció d'ascens a Primera en diferents ocasions, com 2012, i 2013, sense èxit.
El seu equip femení va participar en la setzena edició del Campionat d'Espanya d'hoquei patins femení, que va tindre lloc l'any 2008 a Burgos. En febrer de 2010 va ser campió valencià de "show de patinatge artístic" en la modalitat grups grans, campionat que va tornar a guanyar en 2012, el que li va servir per classificar-se al Campionat d'Espanya.

## Enllaços externs

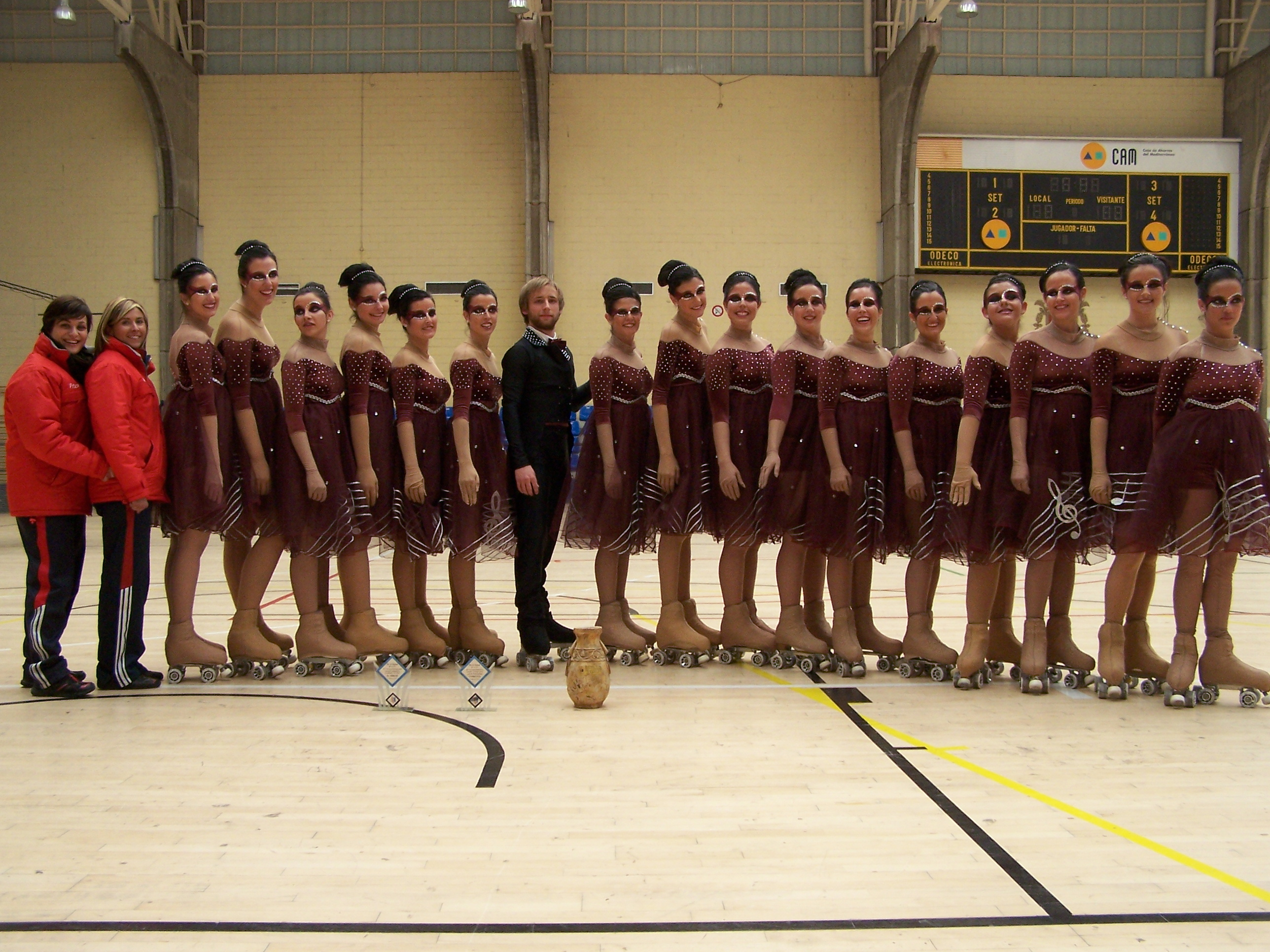
L'equip campió de l'autonòmic de patinatge artístic 2012.